# Петерсен, Рихард
Рихард Петерсен (нем. Richard Petersen; 14 августа 1865, Гардинг — 1946, Аугсбург) — немецкий инженер, специализировавшийся на городском строительстве; профессор Технический университет Гданьска (тогда бывшего Данцигом); технический директор строительства Вуппертальской подвесной дороги.

## Биография
Рихард Петерсен родился 14 августа 1865 года в Гардинге, но провел свое детство в Хузуме. С 1898 года он возглавлял строительство подвесной железной дороги Вупперталя — являлся техническим директором проекта. Проектировал подвесные железные дороги для Берлина и Гамбурга. Проектировал подвесные железные дороги для Берлина и Гамбурга. В 1910 году — вместе с архитектором Бруно Мерингом (Bruno Möhring, 1863—1929) и экономистом Рудольфом Эберштадтом (Rudolph Eberstadt, 1856—1922) — Петерсен представил план развития территории вокруг Берлина — план «Большого Берлина». Он также создавал проекты движения транспорта в других городах — в частности, в Цюрихе.
С 1912 года он преподавал — являясь почетным профессором — в Техническом университете в Шарлоттенбурге. В 1914 году Петерсен получил позицию профессора железнодорожного строительства и городского транспорта в Технический университет Гданьска (Данцига). 11 ноября 1933 года он был среди более 900 ученых и преподавателей немецких университетов и вузов, подписавших «Заявление профессоров о поддержке Адольфа Гитлера и национал-социалистического государства». Рихард Петерсен скончался в 1946 году в Аугсбурге.

## Работы
- Die Gestaltung der Bogen im Eisenbahngleise. In: Organ für die Fortschritte des Eisenbahnwesens, Jahrgang 1920, Heft 5 und 6.
- Verkehrsfragen bei Stadterweiterungen, erläutert an Beispielen von Zürich und Danzig. In: Der Bauingenieur, 2. Jahrgang 1921, Heft 3.
- Die zweckmässigste Neigung der Eisenbahn. C. W. Kreidel, Berlin / Wiesbaden 1921.